# 指輪物語
『指輪物語』（ゆびわものがたり、原題: The Lord of the Rings）は、イギリスのJ・R・R・トールキンによる長編小説。エルフや人間が国家を築き、戦争を繰り広げる架空の世界を舞台としたハイ・ファンタジー作品である。初期作品『ホビットの冒険』の続編として始まるが、より大きな物語になった。1937年から1949年にかけて少しずつ書かれたが、執筆期間の大部分は第二次世界大戦中であった。最初の版は1954年から1955年にかけて3巻本として出版された。以来多くの言語に翻訳され、増刷を重ね、20世紀の文学で最もポピュラーな作品の一つになった。

## 概要
『指輪物語』の舞台となる場所は地球である。しかしその舞台となる時代は、著者が創造した歴史上におけるアトランティス崩壊後にあたる遠い昔であると設定されている。トールキンはこの背景世界に、古英語のmiddanġeard（ミドガルド）を現代語化した英語名Middle-earth（中つ国）を与えた。物語は冥王サウロンの作った力の指輪の存在を軸に、ホビットやエルフ、人間、ドワーフ、イスタリ（魔法使い）、ゴブリン（トールキンはほとんどの場合オークと呼ぶ）、トロルなど、多彩な種族を巻き込んで展開する。ホビット庄（シャイア）で静かに始まった物語は、やがて中つ国全域を舞台として、世界の運命を決する指輪戦争の成り行きを辿ることになる。本編の他に、豊富な歴史的および言語学的背景資料を提供する、六つの追補編が添えられている。
『指輪物語』はトールキンの他の作品と同様、その文学的な主題と起源に対し、多くの研究者によって広範囲にわたる分析がなされた。『指輪物語』は大作であるが、実はこの物語は1917年以来トールキンが長年取り組んで来た、巨大な神話群または伝説体系（legendarium、レジェンダリウム）の、最後の一篇でしかない。『指輪物語』への影響をあたえたものとして、言語学、神話および宗教があげられる。そしてそれらと同様、トールキン以前のファンタジー作品と第一次世界大戦でのトールキン自身の経験が作品に大きな影響を与えている。一方で『指輪物語』はかなりの影響を現代のファンタジーに与えたと考えられていて、トールキンの作品の衝撃の大きさから、「トールキニアン」（Tolkienian）と「トールキン風」（Tolkienesque）といった単語の使用が、オックスフォード英語辞典に収録された。
『指輪物語』は絶大かつ永続的な人気を得て、大衆文化に頻繁に参照され、ファンによるトールキン・ファンダムが形成され、トールキンとその作品に関する多くの本が出版された。『指輪物語』は短編、ゲーム、美術作品、および音楽作品にさまざまな着想を付与し続けている。広範なメディアでトールキンの作品はよく上演され、特に『指輪物語』はラジオ、劇場、および映画で上演された。2001年 - 2003年の映画『ロード・オブ・ザ・リング』三部作のリリースは、本作の認知度・影響力をさらに高めることとなった。
三部作はすべて世界史上のベストセラーのトップ10に入り、それぞれ1億5500万部、1億5000万部、1億4000万部を売り上げている。

## 本書の構成
トールキンは、『ホビットの冒険』を書いた後、別の本を書くつもりはなかったが、出版社に説得され、「新ホビットの冒険」を構成しはじめた。完璧主義者であるトールキンの希望のため、執筆ははかどらなかった。かれは小説作品を準創造（sub-creation）、そしてかれ自身を準創造者と考えて、創造をかれの義務であると信じていたため、その創作には妥協がなかったものと推測される。
3巻構成版が非常に広く流通しているので、作品はよく『指輪物語』三部作と呼ばれるが、一つの小説として構想され書かれたので、これは厳密には正しくない。元々トールキンは本作を、大きな一巻本で刊行しようと意図していたのだが、これは第二次世界大戦後の紙不足のために不可能になり、そのかわりに『旅の仲間』（第1部、第2部）、『二つの塔』（第3部、第4部）、『王の帰還』（第5部、第6部、追補編）の3巻に分割され、1954年から1955年の間に出版された。1966年、この他にファンの作った三つの索引が『王の帰還』に追加された。
分割の際に、第5部・第6部に対する『王の帰還』という題について内容を知らせすぎるとしてトールキンは難色を示していた。トールキン自身はこの部分に対し「指輪戦争」を提案していたが、出版社に退けられた。トールキンがもともと6部構成につけようとしていた題は次のとおりである。
- 第1部「指輪、世に出る」 The Ring Sets Out
- 第2部「指輪、南へ行く」 The Ring Goes South
- 第3部「アイゼンガルドの反逆」 The Treason of Isengard
- 第4部「指輪、東へ行く」 The Ring Goes East
- 第5部「指輪戦争」The War of the Ring
- 第6部「第三紀の終わり」 The End of the Third Age

作品全体の名前はLotR（LOTR）あるいは単にLRと、三巻はそれぞれ、FR、FOTRあるいはFotR（The Fellowship of the Ring）、TTあるいはTTT（The Two Towers）、そしてRK、ROTKあるいはRotK（The Return of the King）と略記される。
いくつかの場所や登場人物について、トールキンは自ら幼年期にすごしたセアホール（当時はウォリックシャーの一農村で現在はバーミンガムの一部）、そしてバーミンガム自体から着想を得ている。

## 出版史
最初、全3巻はアレン・アンド・アンウィン社から1954年から1955年にかけて、数か月おきに刊行された。その後、多数の出版社が1巻、3巻、6巻あるいは7巻の体裁で複数回にわたり再発行した。ISBN 0-007-20363-2（全4巻セット）等が現在入手可能である。
1960年代初期、ペーパーバック出版社エース・ブックスのSFの編集者ドナルド・A・ウォルハイムは、『指輪物語』の米国ハードカバー版は、米国の著作権法では保護されないと考えた。そしてエース・ブックスはトールキンに許可を得ず、印税も払わずに本作を出版し始めた。
トールキンは、かれに手紙を書いた米国のファンへこのことをはっきりと述べたため、ファンによる草の根の圧力は次第に大きくなり、エース・ブックスはそれらの出版を取りやめ、正式な出版の場合よりはかなり低い額ではあるが、トールキンへの名目上の印税支払をすることになった。しかしながら、正式に認可された版がバランタイン・ブックスから出版され、すさまじい商業的成功を得たため、トールキンは十分に報われることとなった。1960年代半ばには、本作はアメリカで最も有名な作品の一つになり、「ガンダルフを大統領に！」といったスローガンが現れるなど、社会現象とまでなった。
本作は多数の言語に翻訳されたが、トールキンは言語学の専門家として、これらの翻訳の多くを検査し、翻訳過程およびかれの作品内容両方を説明するコメントをした。
デンマーク語版の翻訳作業にはマルグレーテ2世も参加しており、挿絵もマルグレーテ2世によるものである。
トールキンによるエピック・ファンタジーの大成功で、ファンタジーへの需要が非常に大きくなり、このジャンルは大きく花開いたと言える。以後、ファンタジーの多くの良書が出版されたが、特筆すべき作品としては、アーシュラ・K・ル＝グウィン の『ゲド戦記』やステファン・ドナルドソンの『信ぜざる者コブナント』がある。
1987年、テキストの電子化により、英米のテキストが一致した。
2004年、50周年記念版として、クリスティーナ・スカル、ウェイン・G.ハモンドによる注釈。トールキン作の「マザルブルの書」の挿絵つきで出版された。2005年、クリスティーナ・スカル、ウェイン・G.ハモンドによる索引の再構成、テキストの全面見直し版が出版された。
他の芸術分野すべてと同じように、立派な作品を真似ただけの派生本はたくさん現われた。『指輪物語』の筋をなぞっただけの派生品について、トルキニスク（Tolkienesque）という用語が使われるようになった。魔法のファンタジーの世界を邪悪な冥王の軍隊から救う探究に乗り出す冒険者の一団が…というストーリーがそれにあたる。

### 日本語版

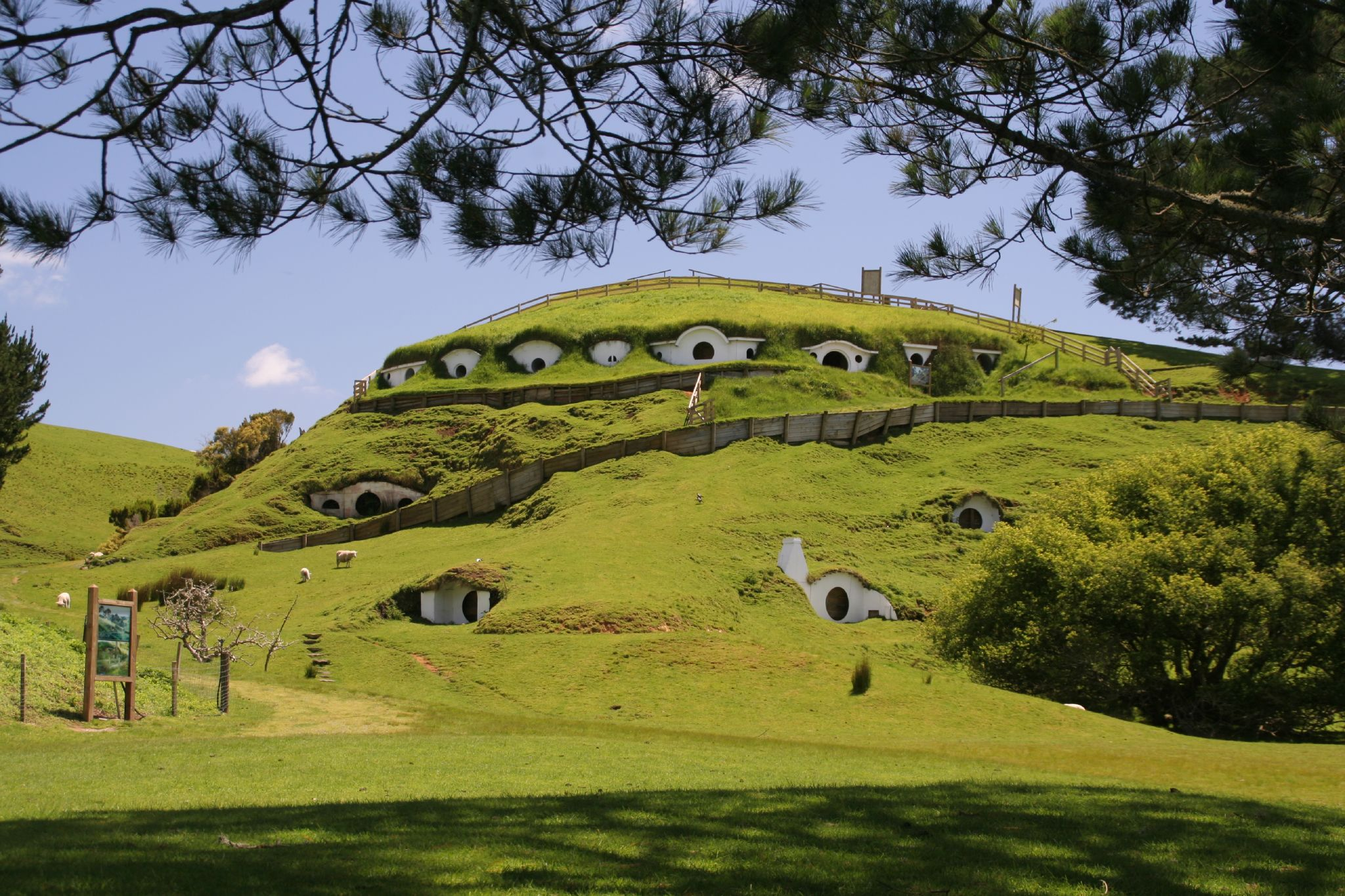
ホビット庄

1972年から1975年に掛けて瀬田貞二訳の全6巻が評論社から出版され、1977年に同社から内容のほぼ変わらない文庫版全6巻が出版された。1992年、既に亡くなっていた瀬田貞二の訳文をもともと協力していた田中明子が全面的に見直し、両名の共訳という名義になり愛蔵版全3巻、A5版全7巻、文庫版全9巻の三種が発行された。愛蔵版とA5版では、「追補編」Dの後半以降が追加され全訳となった。2003年には、文庫版に第10巻『追補編』が追加発行された。2020年に電子書籍化された際に、長く懸案だった訳文・固有名詞の見直しが行われ、2022年に刊行された「最新版」にもこれが反映されている。
作中にある英語由来の固有名詞を翻訳する際には、各国の言語に寄り添うようにというトールキンの意向を反映して、瀬田貞二訳では幾つかの人名や地名が日本語に翻訳されている。
- Black Riders → 黒の乗手
- Easterlings → 東夷
- Glittering Caves → 燦光洞
- Gollum → ゴクリ[注 1]
- Middle-earth → 中つ国
- Oliphaunt → じゅう
- Rangers → 野伏
- Rivendell → 裂け谷
- Shadowfax → 飛蔭
- The Shire → ホビット庄
- Sting → つらぬき丸
- Strider → 馳夫

また、ゴクリが一つの指輪に呼び掛ける“my precious”を「いとしいしと」、マザルブルの間でフロドが上げる鬨の声“Shire!”を「ホビット庄の一の太刀！」と訳した部分などは、瀬田貞二の独創性を示す好例である。なお、瀬田貞二訳で粥村と訳されていたBreeは、田中明子共訳ではブリー村と修正されている。

## 書籍
『指輪物語』はトールキン自身の言語学、おとぎ話、北欧神話、ケルト神話に対する興味から始まった。トールキンは驚くほど自らの世界を詳細に形成し、中つ国とその世界のために、登場人物の系図、言語、ルーン文字、暦、歴史を含む完全な神話体系を創造した。この補足資料のいくらかは『指輪物語』「追補編」で詳述されている。神話の物語は『シルマリルの物語』と題する聖書のような叙事詩的長編へと織りあげられた。
J・R・R・トールキンは以前 『指輪物語』は「基本的には宗教的でカトリック的作品」であると記述した(The Letters of J. R. R. Tolkien, #142)。そこではゴクリへのビルボおよびフロドによって示される慈悲および哀れみという大きな美徳が勝利をおさめる。フロドが一つの指輪の力と戦ったとき、トールキンの心には主の祈りの言葉「我らを試みに遭わせず悪より救い出したまえ」が常にあった（同書#181, #191）。トールキンは、自分の作品はどんな種類の寓意をも含まないと繰り返し主張し、また、その問題についてのかれの考えが序文に述べられているのだが、支配の指輪は原子爆弾の寓話であるという推測をするものは多かった。
『指輪物語』のプロットは、前作の『ホビットの冒険』から、そしてより間接的にではあるが『シルマリルの物語』の歴史から組み立てられている。『シルマリルの物語』は、『指輪物語』の登場人物が過去として想起する出来事を含んでいる。ホビットたちは、かれらの全世界を脅かす大きな出来事に巻き込まれ、悪の召使いサウロンは、かれの権力を奪い返すことができる手段として、失われた一つの指輪を回復しようとする。

## あらすじ
人間、ホビット、エルフ、ドワーフ、オーク、トロルなどが住む架空の世界である「中つ国（Middle-earth）」を舞台とし、主人公のホビット族であるフロドを含む9人の旅の仲間が、冒険と闇の勢力との戦いを繰り広げる。諸悪の根源・冥王サウロンを完全に滅ぼすため、全てを統べる「一つの指輪」を破壊するための冒険と友情が描かれる。その物語は、太古の昔ホビットにより書かれた架空の書物「西境の赤表紙本」の写本を発見したトールキンがその抜粋を翻訳した物である、という体裁をとっている。
より詳細な粗筋は『旅の仲間』、『二つの塔』、『王の帰還』の項を参照のこと。

## 映画化

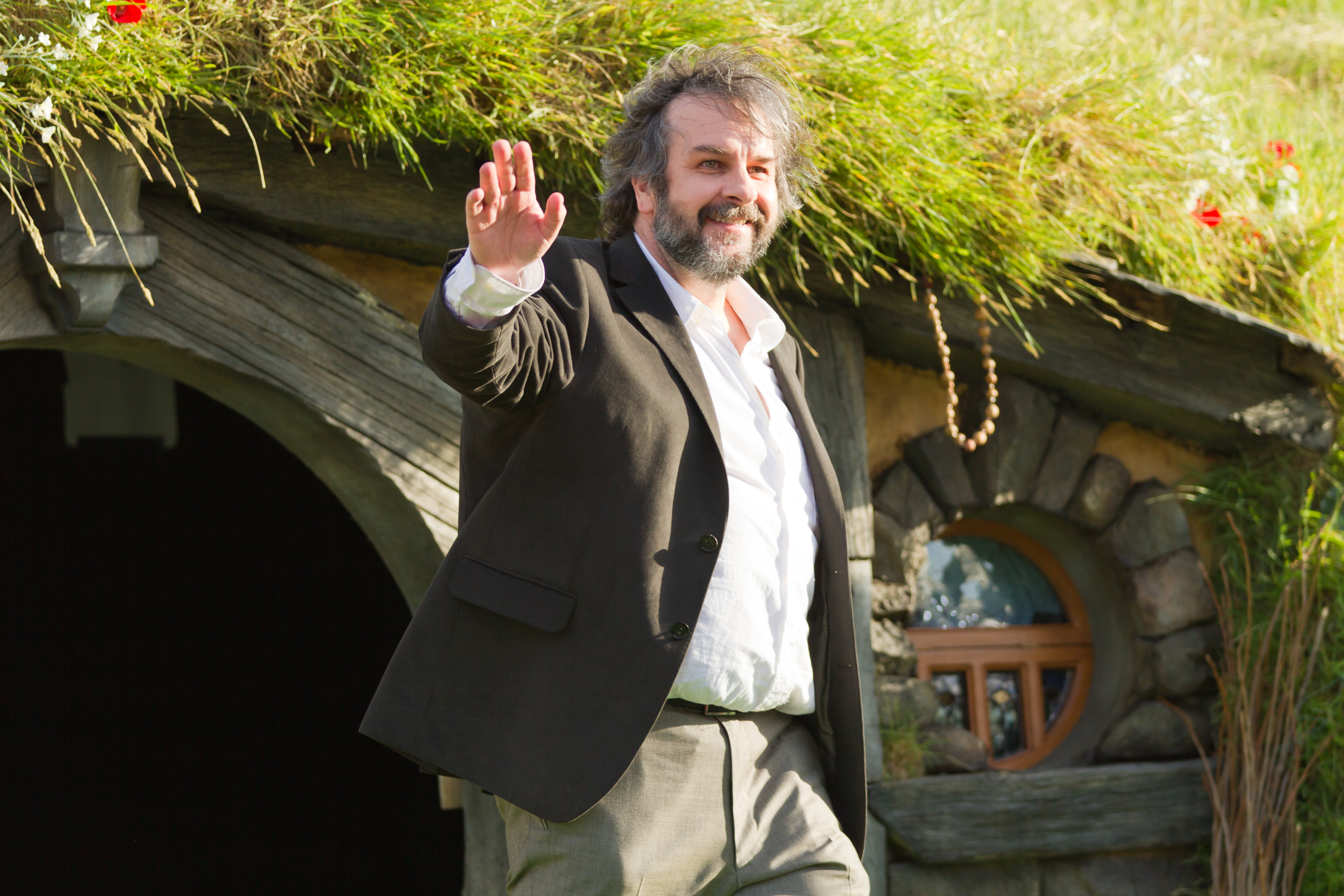
ピーター・ジャクソンは『ロード・オブ・ザ・リング/旅の仲間』の映画監督

ビートルズ版の計画があったが実現しなかった。スタンリー・キューブリックも映画化する可能性を調査したが、そのためには、あまりに「壮大」であるとその考えを放棄した、といわれている。1970年代の中頃、有名な映画監督のジョン・ブアマンは、権利所有者で製作者のソウル・ゼインツと共同で、実写映画についての検討をおこなったが、当時はあまりにも費用がかかりすぎると分かった。
1978年、ランキン・バススタジオとトップクラフトは、『指輪物語』関連で最初の映画化として、テレビ放映用アニメーション版『ホビットの冒険』を製作した。これは『指輪物語』の前篇にあたる。
その直後に、ソウル・ゼインツは、ランキン＝バスの後を継いで、『旅の仲間』および『二つの塔』の前半部分をアニメーション映画として製作した。1978年、ユナイテッド・アーティスツがリリースした『指輪物語』の監督はラルフ・バクシで、俳優の姿を撮影して、その上から作画するという「ロトスコープ」と呼ばれるアニメーション技術を特色としていた。（おそらく予算の圧迫あるいは超過、あるいは大作と取り組む困難のために）この映画の品質は不均一であった。マックス・フライシャーのロトスコープ技術を使い、実際のアクション・シーケンスの上からアニメーションの絵を書いて、ある部分は完全にうまくアニメーション化されていた。さらに、映画はヘルム峡谷の戦いの後で不意に終わるが、しかしサム、フロドおよびゴクリは死者の沼地を横断する前なのである。最善を尽くしたにもかかわらず、バクシは後編を製作することができず、物語の残りの部分はランキン＝バスとトップクラフトが1980年に製作したテレビ放映用アニメーション版『王の帰還』で一部補完された。
これらの映画が若い観衆に目標とされる一方、大人のファンは物語の深みや暗さの多くが台無しになったと苦言を呈した。
このような結果から、『指輪物語』をちゃんと映画にするのは不可能だとも思われるようになった。さらに、小説への全般的な関心の減少も、映像化にこぎつけるのを難しくした。しかしながら、映画製作技術の進歩、中でもコンピュータグラフィックスの進歩により、映画化が実現可能になった。
ミラマックス映画は、ピーター・ジャクソンを監督として、『指輪物語』の完全実写映画化を開始した。資金調達が失敗に終わりそうになったとき、ニュー・ライン・シネマが製作を引き継いだ（ミラマックスの幹部ハーヴェイ・ワインスタインおよびボブ・ワインスタインは、最後まで映画の製作に残った）。
三部作の実写映画は同時に撮影された（例えば、大きな戦闘シーン等に広範囲にコンピュータで生成した画像を追加した）。『ロード・オブ・ザ・リング』は2001年12月に、『ロード・オブ・ザ・リング/二つの塔』は2002年12月に、そして『ロード・オブ・ザ・リング/王の帰還』は2003年12月に公開された。三つの映画はそれぞれの年にすべて長編ドラマ・プレゼンテーション部門のヒューゴー賞を受賞した。
これらの映画が物語を多少変更しており、おそらく、トールキンのもともとの考えとは本質的に異なるところがあると批評した者もあったが、多くは素晴らしい作品として賞賛した。有名な批評家ロジャー・エバートは「ジャクソンは、文学の魅惑的でユニークな部分をとって、現代のアクション映画の用語にそれを再話した。…かれがこの映画で行ったことは恐ろしく困難であり、かれは賞賛に値するが、トールキンに忠実にある方がもっと困難で、勇敢だっただろう」と述べている。
これらの映画はアカデミー賞で17のオスカー（『ロード・オブ・ザ・リング』で4、『二つの塔』で2、『王の帰還』で11）を獲得し、「ファンタジー映画はアカデミー作品賞を受賞出来ない」というジンクスも打ち破った。しかし『ロード・オブ・ザ・リング』で助演男優賞にイアン・マッケランがノミネートされたものの俳優部門での受賞はなかった（その理由はあまりにも登場人物が多すぎるからだと言われている）。前二作に比して『王の帰還』でのノミネート数が突出し、ノミネートされた全ての部門でオスカーを総嘗めにしたのは、三部作全体に対する評価が作品が完結した時点で為された結果と広く見なされている。
視覚効果、とくに感動的なディジタル登場人物であるゴクリの創造は画期的である。一年半かけて三つの映画を同時に撮ってしまうという、撮影の規模だけでも先例がない。
映画は、本質的な興行的成功を証明した。ニュージーランドのウェリントンで、2003年12月1日に行われた『王の帰還』のプレミアはファンの祝賀と公式のプロモーションのうちに行われた（映画の製作はニュージーランドの経済に著しく寄与した）。映画史上最大の水曜日の初日となったといわれる。『王の帰還』はさらに、1997年の『タイタニック』以後初めて10億ドル（全世界）の興行収入を得た映画となった。2004年のアカデミー賞で、『王の帰還』は6年前の『タイタニック』と同じく、11の部門でオスカーを獲得した。11部門の受賞は『ベン・ハー』『タイタニック』と並んで史上1位。全ノミネートで受賞した記録では単独1位である。

## テレビドラマ化
2017年、アマゾン・スタジオがテレビドラマ化の権利を獲得した。複数シーズンの契約であり、映画『ロード・オブ・ザ・リング』（2001年）の前日譚となる予定。また、さらなるスピンオフシリーズの可能性も契約には含まれている模様。2018年4月現在、5シーズンが予定されており、権利獲得だけで2億5000万ドル、製作費はテレビドラマ史上最高額となる10億ドルを超えるとも言われている。これは、『ロード・オブ・ザ・リング 王の帰還』の世界興収とほぼ同じである。契約上、2年以内に製作をスタートする必要があるとのこと。

## ラジオドラマ化
BBCは、13回の『指輪物語』ラジオドラマ化を1956年に、6回の『ホビットの冒険』を1968年に制作した。トールキンがどちらかのシリーズを聞いたことがあるかどうかはわからない。1956年のシリーズの録音の存在は知られていないが、しかし『ホビットの冒険』は残っている。非常に原作に忠実なドラマ化であり、いくつかの過去の参照として『指輪物語』や『シルマリルの物語』が組み込まれている。
1979年ドラマ化がアメリカで放送され、続いてテープとCDも発売された。キャストまたはクレジットは包装に記されていない。俳優ごとに別々に録音され、様々な部分を編集でつなぎ合わせたようだ。したがって、俳優が一緒に録音した、BBC版と異なり、キャストのだれも現実に互いに対話していないので、非常に出来が悪い。
1981年、BBCは構想も新たに、13回の『指輪物語』を26回30分に分けてドラマ化を放送した。『指輪物語 (1981年のラジオドラマ)』を参照のこと。

## 大衆文化への影響

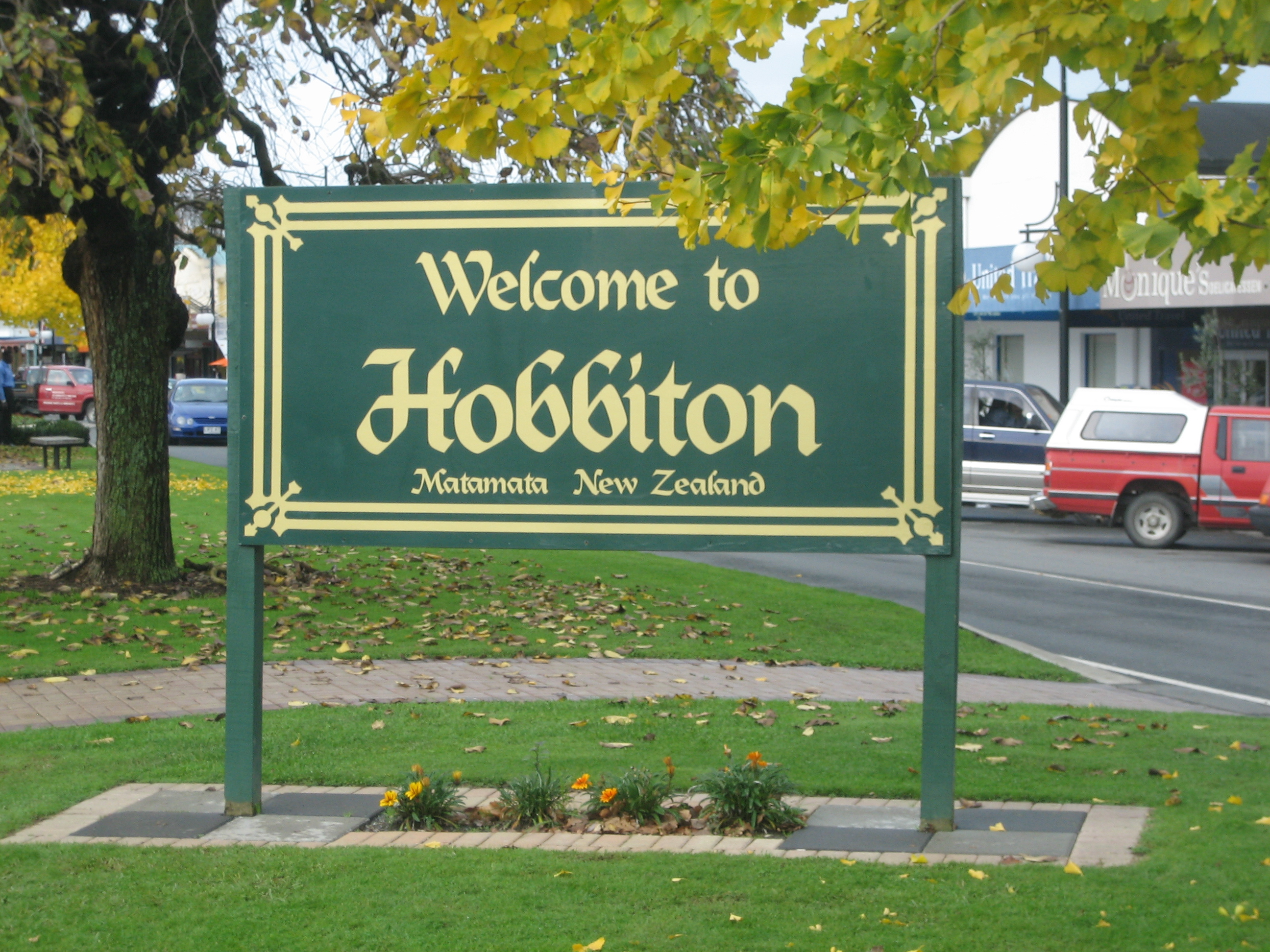
「Welcome to Hobbiton」マタマタ、ニュージーランドは映画の場所

### 文学
現代のファンタジー文学に与えた影響は大きく、テリー・ブルックス、レイモンド・E・フィースト、エスター・M・フリズナーなど、多くのファンタジー作家がトールキンの影響を受けたことを表明している。1970年代以降、テリー・ブルックスの『シャナラの剣』やステファン・ドナルドソンの「信ぜざる者コブナント」シリーズといった、トールキンの流れを汲む作品が出版され、人気を博した。このようなハイ・ファンタジーとも呼ばれるファンタジー文学は、トールキンの言うところの「準創造」（ファンタジー世界を創作することを意味する造語）を実践し、多くのハイ・ファンタジー長編が「トールキンばりの」と形容された。より直接的な『指輪物語』関連の様々な参照としては例えば、
- スティーヴン・キングとピーター・ストラウブの共著による小説『タリスマン』にはエントが出てくる。
- 作家ダイアナ・ウィン・ジョーンズ著『魔法使いハウルと火の悪魔』の中で裂け谷"Rivendell"と書かれた表札の下げられた扉が出てくる。
- 『クリプトノミコン』シリーズの現代のヒーローはかれ自身をドワーフと、かれの祖父の暗号解読者をエルフと、元合衆国海軍SEAL隊員を人間の種族の一人と、またかれの宿敵（精神病の弁護士）をゴクリと呼んでいる。
- ドイツのファンタジー作家ラルフ・イーザウの『暁の円卓』でトールキンが登場し、主人公デービッドと指輪談義をし、『指輪物語』の執筆を計画していることを明かす。

### 映像と音楽
- スウェーデンのミュージシャン、ボ・ハンソンは『指輪物語』を原作とするアルバム「Sagan om Ringen」を1970年に製作。その後に英語版の「Lord of the Rings」（1972年）も発表している。
- テレビ番組『バビロン5』には時々『指輪物語』へのオマージュや似たような神話的叙事詩のテーマがあらわれる。
- ブルーグラス・グループ、ニッケル・クリークに「トム・ボンバディルの家 - The House of Tom Bombadil」と呼ばれる歌がある。
- フィンランドのバンド、ナイトウィッシュには「エルヴェンパス - Elvenpath」（『エンジェルズ・フォール・ファースト』収録）という『指輪物語』に関連する歌がある[21]。
- プログレッシブ・ロック・バンドのグラス・ハマーには、「ニムロデル - Nimrodel」や『ドゥーナダンの旅 - Journey of the Dúnadan』他、多数のトールキンの影響を受けた作品がある。
- エンヤは1991年に「ロスローリエン - Lothlórien」をレコーディングし、ピーター・ジャクソンの映画「ロード・オブ・ザ・リング」のサウンドトラックのために"May It Be"と"Aníron"を作った。
- デンマークの音楽グループ、トールキン・アンサンブルが『指輪物語』に含まれる詩や歌を演奏したCDがClassicoレーベルより1997年以降5枚リリースされている。3枚目の作品『At dawn in rivendell」（デッカ）には、ピーター・ジャクソンの映画で魔法使いサルマンを演じた俳優クリストファー・リーが参加している。
- ジャーマンメタルバンドブラインド・ガーディアン のアルバム『テイルズ・フロム・ザ・トワイライト・ワールド - Tales from the Twilight World』には『指輪物語』に関連する「ロード・オブ・ザ・リングズ - Lord of the Rings」という歌がある。さらに、かれらは『シルマリルの物語』を原作とするアルバム『ナイトフォール・イン・ミドル・アース - Nightfall in Middle-Earth』をリリースし[22]、それには、『シルマリルの物語』の一部に基づいた「カース・オブ・フェアノール - The Curse of Fëanor」のような歌を含んでいる。かれらの他の作品のうちのいくつかは、トールキンの創造への言及がある[23]。
- オーストリアのニュー・エイジ・ミュージシャン、ガンダルフの名前はホビットたちの友人である魔法使いにちなんで選ばれた。『指輪物語』のテーマや登場人物に関連したつくつかの音楽を作曲し、それらのうちのいくつかはかれの2番めのアルバム「想像 - Visions」に入っている。
- レナード・ニモイの音楽「The Ballad of Bilbo Baggins」は、このシリーズ（特に『ホビットの冒険』）を原作とする。
- レッド・ツェッペリンの音楽「ミスティ・マウンテン・ホップ - Misty Mountain Hop」（『レッド・ツェッペリン IV』収録）はトールキンの霧ふり山脈 (Misty Mountains) にちなんで命名されている。「限りなき戦い」（同作収録）は『王の帰還』のペレンノール野の合戦 の寓話である。「ランブル・オン Ramble On」（『レッド・ツェッペリン II』収録）にはゴクリとモルドールが登場する。
- ラッシュ のアルバム『夜間飛行 - Fly By Night』には、「リベンデル - Rivendell」という歌がある。
- スティクスのアルバム『ピーシズ・オブ・エイト～古代への追想 - Pieces of Eight』には『指輪物語 - Lords of the Ring』という歌がある。
- Alan Horvathも『指輪物語』を原作とするアルバム（2004）を作った。
- ブロブディンナジエン・バーズはそのトラックの一つを「Tolkien」とリミックスを「The Lord of the Rings」と名付けた。
- T・レックスの前身ティラノザウルス・レックスでマーク・ボランのパートナーだったスティーブ・ペレグリン・トゥックの名前は『指輪物語』の登場人物ピピンからとられている。彼らのデビュー・アルバム『ティラノザウルス・レックス登場!!』には「ちっちゃなトランペット・ブルース - Dwarfish Trumpet Blues」という曲があり、『指輪物語』をはじめとするファンタジー文学の影響が強い。
- オランダの作曲家ヨハン・デ・メイは、最初の本格的な作曲作品として1984年から1988年にかけて5楽章からなる吹奏楽のための交響曲第1番『指輪物語』を作曲した（後に管弦楽に編曲）。1989年サドラー賞受賞。
- アメリカの作曲家ハーバート・オーウェン・リードは、管弦楽のために「エントの目覚め」（Awakening of the Ents）（後に吹奏楽に改作）と、吹奏楽と合唱のために「ロスローリエンに」（Of Lothlórien）を作曲している。
- カウント・グリシュナックが結成したバンドの名前は登場人物のウルク＝ハイからとっている。

### ロールプレイングゲーム
1970年代にロールプレイングゲームを広めた『ダンジョンズ&ドラゴンズ』（以下、D&D）は、安田均や小谷真理によれば『指輪物語』の影響を受けている。D&Dは中つ国にみられる種族、とりわけハーフリング（ホビットの言い換え）、エルフ（当作品と同様、ダークエルフと区別される）、ドワーフ、ハーフエルフ、オーク、ドラゴンを扱っている。ただし、このゲームの主導的デザイナーであったゲイリー・ガイギャックスは、インタビューで自分は『指輪物語』にはあまり熱中しなかったと述べ、また、D&D/AD&Dにトールキンからの強い影響があったことは確かだが、さまざまな種類のファンタジーから広く浅く題材を取ったのでトールキンはその中のひとつにすぎない、ということを主張した。また、デイヴィッド・プリングルの『ファンタジー百科事典』は、1960年代後半に『指輪物語』がブームになったことで、D&Dのようなファンタジー要素をもつゲームがヒットする素地ができあがったと指摘している。『指輪物語』はD&D以外のエピック・ファンタジーを扱うファンタジー・ロールプレイングゲームやコンピュータRPGなどにも直接・間接の影響を与えた。『指輪物語』を原作とするテーブルトークRPGとして『指輪物語ロールプレイング』（Middle-earth Role Playing、略称MERP）も存在する。
ローグライクゲームのような、アマチュア制作が主流である作品群への影響もあり、Angbandは世界観をそのまま採用している。またハッカー文化界隈でも引き合いに出される「お気に入り」の作品の一つとなっており、スラッシュドット等のニュースサイトでも、指輪物語ネタが振られる様子が見られる。映画化の折には、作品内容に踏み込んで、熱心なファン活動も見られた。
米国ボストン（マサチューセッツ州）に拠点をおくTurbine社が新たにMMORPGとして『The Lord of The Rings Online -Shadows of Angmar』（略称：LOTRO）を開発、2007年Q1に正式リリース。こちらは映画ではなく小説に基づくストーリーラインで、原作に登場するキャラクターがNPCとして登場する。2006年8月、さくらインターネット社が日本での販売権利を獲得し、2007年6月よりサービスを開始するが業績不振により2009年9月に撤退している。
また、コンピュータRPGとして、日本語版はスタークラフトがPC-9800シリーズ対応として制作・販売していた。

### ボードゲーム
『指輪物語』は、幾度もボードゲーム化されている。
SPI社
- War of the Ring

旅の仲間の冒険を描くキャラクターゲームに、軍事的な衝突を描いたキャンペーンゲームをアドオンする形になっている。ほかにミニサイズのウォーゲームである「サウロン」と「ゴンドール」も出版された。
I.C.E.社
- The Fellowship of the Ring

ダイスを使ったブラインド方式の冒険主体のゲーム。
- The Riddle of the ring

邦題『指輪の謎』。翻訳、販売元はホビージャパン。 黒の乗り手と指輪を奪い合うゲーム。
以上はジャクソン監督の映画三部作の公開以前に発売されたもので、あくまで原作小説のファンを対象にしたゲームだったが、2001年前後から映画版の鑑賞者を意識したゲームもいくつも作られるようになった。ただし、映画版以後に出たゲームの中でもライナー・クニツィアのデザインする作品や『リスク』の変種のいくつかは、映画版だけでなく原作の『指輪物語』や関連作品にも基づいている。
Hasbro社
R.Di Meglio, M.Maggi, F.Nepitello
- 『Lord of the Rings -War of the Ring-』

指輪物語の世界を舞台にエルフ、ゴンドール、ドワーフ、サウロン等の勢力が指輪をめぐっての攻防戦を行うウォー・シミュレーションゲーム。
- 『War of the Ring Battles of the Third Age』

『Lord of the Rings -War of the Ring-』の追加セット。ヘルム峡谷とミナス・ティリスの戦いを再現。
KOSMOS社
- 『The Lord of the Rings』

『ロード・オブ・ザ・リング ～指輪物語～』翻訳、販売元はカプコン。
ドイツ人ライナー・クニツィアがデザインした多人数協力ゲーム。プレイヤーは作中のホビットたちになり、指輪を葬るために滅びの山へ向かうのを目的とする。スゴロクのようにゴール（滅びの山）を目指すゲームだが、ゲームが進行するたびに自動的にサウロンの邪魔が入るというルールになっており、その結果でサウロンに指輪が奪われればプレイヤー全員が敗北となる。一方で誰か一人でもゴールできればプレイヤー全員の勝利になる。そのため、自分がゴールを目指すだけでなく、他者を先にゴールさせるために助けるような行動も可能となっている。英語版はHasbro社、FANTASY FLIGHT GAMES社から出版されている。
- 『Lord of the Rings : Friends & Foes Expansion』

『The Lord of the rings』の拡張キット。
- 『Lord of the Rings : SAURON Expansion』

拡張キット。サウロンのプレイヤーが追加。
- 『Lord of the Rings : Battlefields Expansion』

拡張キット。6つの大きな戦いを、それぞれ新しいゲームボードでプレイ。
- 『Der Herr der Ringe Die Entscheidung』

ミニサイズの軍人将棋のような二人用対戦ゲーム。相手の所在や意図が分からないという構図を作り出ている。ライナー・クニツィアのデザイン。英語版『Lord of the Ring -The Confrontation-（指輪物語－対決－）』はFANTASY FLIGHT GAMES社から出版されている。ボードやコマを豪華にしたデラックス版もある。
- 『Der Herr Der Ringe Das Duell』

モリアの坑道でのガンダルフとバルログの決闘を描くカード主体のゲーム。ピーター・ノイバウアーのデザイン。
- 『Der Herr Der Ringe Die Gefährten - das Kartenspiel』

第一部『旅の仲間』のカードゲーム。ライナー・クニツィアのデザイン。
- 『Der Herr der Ringe: Die Zwei Türme (Kartenspiel)』

第二部『2つの塔』のカードゲーム。ライナー・クニツィアのデザイン。
- 『Der Herr der Ringe - Das Kinderspiel』

子供用ゲーム。ライナー・クニツィアのデザイン。
FANTASY FLIGHT GAMES社
- 『Middle-earth Quest』

『ミドルアース・クエスト』翻訳、販売元、ホビージャパン。
プレイヤーの一人がサウロン役になり、残りのプレイヤーが協力してそれに立ち向かうTRPG風味のゲーム。

## 日本語訳

### 現在入手可能な邦訳

#### 最新版
- 最新版『指輪物語』全6巻（文庫版） 瀬田貞二・田中明子訳 伊藤盡・沼田香穂里編集協力 寺島龍一本文挿画 評論社 / 2022年10月19日
  - 第1巻 『旅の仲間』上 ISBN 978-4-5660-2389-5
  - 第2巻 『旅の仲間』下 ISBN 978-4-5660-2390-1
  - 第3巻 『二つの塔』上 ISBN 978-4-5660-2391-8
  - 第4巻 『二つの塔』下 ISBN 978-4-5660-2392-5
  - 第5巻 『王の帰還』上 ISBN 978-4-5660-2393-2
  - 第6巻 『王の帰還』下 ISBN 978-4-5660-2394-9
- 最新版『指輪物語』追補編（文庫版） / 2023年5月30日
  - 第7巻『追補編』ISBN 978-4-5660-2395-6

#### 新版
- 新版『指輪物語』全3巻（愛蔵版） 瀬田貞二・田中明子訳 アラン・リー絵 評論社 1992年 ISBN 4-566-02353-2
  - 第1部 『旅の仲間』ISBN 4-566-02350-8
  - 第2部 『二つの塔』ISBN 4-566-02351-6
  - 第3部 『王の帰還』ISBN 4-566-02352-4
- 新版『指輪物語』全7巻（A5版） 瀬田貞二・田中明子訳 寺島龍一挿絵 評論社 1992年 ISBN 4-566-02361-3
  - 第1巻 『旅の仲間』上 ISBN 4-566-02354-0
  - 第2巻 『旅の仲間』下 ISBN 4-566-02355-9
  - 第3巻 『二つの塔』上 ISBN 4-566-02356-7
  - 第4巻 『二つの塔』下 ISBN 4-566-02357-5
  - 第5巻 『王の帰還』上 ISBN 4-566-02358-3
  - 第6巻 『王の帰還』下 ISBN 4-566-02359-1
  - 第7巻 『追補編』 ISBN 4-566-02360-5
- 新版『指輪物語』全10巻（文庫版） 瀬田貞二・田中明子訳 寺島龍一挿絵 アラン・リー絵 評論社
  - 第1巻 『旅の仲間』上1 1992年 ISBN 4-566-02362-1
  - 第2巻 『旅の仲間』上2 1992年 ISBN 4-566-02363-X
  - 第3巻 『旅の仲間』下1 1992年 ISBN 4-566-02364-8
  - 第4巻 『旅の仲間』下2 1992年 ISBN 4-566-02365-6
  - 第5巻 『二つの塔』上1 1992年 ISBN 4-566-02366-4
  - 第6巻 『二つの塔』上2 1992年 ISBN 4-566-02367-2
  - 第7巻 『二つの塔』下 1992年 ISBN 4-566-02368-0
  - 第8巻 『王の帰還』上 1992年 ISBN 4-566-02369-9
  - 第9巻 『王の帰還』下 1992年 ISBN 4-566-02370-2
  - 第10巻 『追補編』 2003年 ISBN 4-566-02373-7

### 絶版
- 『指輪物語』全6巻（A5版） 瀬田貞二訳 寺島龍一絵 評論社
  - 第1巻 『旅の仲間』上 1972年
  - 第2巻 『旅の仲間』下 1972年
  - 第3巻 『二つの塔』上 1973年
  - 第4巻 『二つの塔』下 1973年
  - 第5巻 『王の帰還』上 1974年
  - 第6巻 『王の帰還』下 1975年
- 『指輪物語』全6巻（文庫版） 瀬田貞二訳 寺島龍一挿絵 カバー表J.R.Rトールキン画 カバー裏J・R・R・トールキン本人 評論社文庫
  - 第1巻 『旅の仲間』上 初版 1977年 ISBN 4-566-02056-8
  - 第2巻 『旅の仲間』下 初版 1977年 ISBN 4-566-02057-6
  - 第3巻 『二つの塔』上 初版 1977年 ISBN 4-566-02058-4
  - 第4巻 『二つの塔』下 初版 1977年 ISBN 4-566-02059-2
  - 第5巻 『王の帰還』上 初版 1977年 ISBN 4-566-02060-6
  - 第6巻 『王の帰還』下 初版 1977年 ISBN 4-566-02061-4